# جان هاکس (بازیگر)
جان هاکس (انگلیسی: John Hawkes؛ زاده ۱۱ سپتامبر ۱۹۵۹) یک هنرپیشه اهل ایالات متحده آمریکا است. وی همچنین نامزد جایزه اسکار بازیگری می‌باشد.
از فیلم‌ها یا برنامه‌های تلویزیونی که وی در آن نقش داشته‌است می‌توان به لینکلن، از گرگ و میش تا سحر، ساعت شلوغی، گانگستر آمریکایی، زمستان استخوان‌سوز، هویت، مارتا مارسی می مارلین، کنگو، کاملاً طوفانی، زندگی تبهکاری، وسایل نقلیه جاده، سه بیلبورد خارج از ابینگ، میزوری، گوشت و استخوان، هاردبال، پایین پایین، زندگی در حال نابودی، شهر کوچک شنبه‌شب، دوست نداشتنی و تا تو بودی اشاره کرد.